# Valle del Orjón
El Paisaje cultural del Valle del Orjón se extiende por las orillas del río Orjón en la provincia de Orjón, en la Mongolia central, cerca de 360 km al oeste de la capital Ulán Bator. Fue declarado como Patrimonio de la Humanidad por la Unesco en el año 2004. Por representar la evolución de las tradiciones ganaderas nómadas durante más de dos milenios. Abarcando un área protegida de 7.537 ha y un área de respeto de 143.867 ha.

## Sitios
Los principales sitios del valle son:
- Los Memoriales en honor a los príncipes turcos de principios del siglo VIII Bilge Khan y Kul Tigin con sus inscripciones de Orjón, que son admitidos como los más impresionantes monumentos de los nómadas del Kaganato göktürk. Fueron excavados y descifrados por arqueólogos rusos en 1889-1893.
- Las ruinas de Khar Balgas, la capital de los uigures del siglo VIII, que cubre 50 km² y que contiene las ruinas del palacio, de mercados, templos, monasterios, etc.
- Las ruinas de la capital de Gengis Kan, Karakorum, que puede haber sido una influencia para la construcción del famoso palacio de Xanadú.
- El Monasterio de Erdene Zuu, el primer monasterio budista establecido en Mongolia. Fue parcialmente destruido por las autoridades comunistas en 1937-1940.
- El Eremiterio de Tuvkhun es otro espectacular monasterio, que fue casi todo destruido por los comunistas mongoles.
- Las ruinas del palacio mongol de los siglos XIII y XIV en la Colina Doit, se piensa que fue la residencia de Ugedei Khan.